# El cas de la núvia dividida
El cas de la núvia dividida és un telefilm de thriller psicològic dirigit el 2006 dirigit per Joan Marimón i Padrosa en una coproducció entre TV3, RTVV, Mat Media i Liberty Entertaiment Group. Rodada en bona part a València, el guió va comptar amb l'assessorament del criminòleg Vicente Garrido, professor de la Universitat de València. Ha estat doblada al català i emesa per TV3 el 6 d'octubre de 2007. Va suposar el retorn a la pantalla de l'ex miss i actriu Amparo Muñoz després d'una llarga absència.

## Sinopsi
El cos d'una dona, sense cap ni extremitats i coberta amb un vel de núvia, és trobat dins d'una maleta dalt d'una sínia en un parc d'atraccions. L'equip d'investigació a què assignen el cas està liderat per Àlex, una psicòloga criminalista, i Toni, que no està gens d'acord amb els mètodes de la seva companya. El cas sembla resolt ben aviat, quan detenen un embalsamador, un psicòpata que ha reunit parts de cossos per a construir la seua particular dona perfecta. Però resulta que no ha matat ningú, i ben aviat entren en joc un capellà acusat d'abusos sexuals i un doctor forense.

## Repartiment
- Estrella Zapatero ... Àlex
- Pau Durà... Toni
- Ferran Carvajal ... 	Víctor
- José María Blanco ... Forcano
- Carles Sales 	... Colugo
- Amparo Muñoz... Sra Hardisson

## Reconeixements
Fou estrenada al Festival Internacional de Cinema Fantàstic de Sitges el 14 d'octubre de 2006. Posteriorment fou nominada a premi a la millor pel·lícula de televisió als VI Premis Barcelona de Cinema.